# Dorchester, Massachusetts
Dorchester är en stadsdel i Boston i delstaten Massachusetts, USA. Den grundades 1630 av puritaner från Dorchester i England. År 1870 blev Dorchester en del av staden Boston. 